# Gonomyia (Leiponeura) protenta
Gonomyia (Leiponeura) protenta is een tweevleugelige uit de familie steltmuggen (Limoniidae). De soort komt voor in het Australaziatisch gebied.